# Страшун, Матисьягу
Матисьогу (Матес) Страшун (род. в 1817 году в Вильне, умер там же в 1885 году) — российско-литовский раввин и библиофил

## Биография
Родился в 1817 г. в Вильне в родовитой семье, сын Самуила Страшуна (известного как Рашаш; 1794—1872).
Уже в молодые годы славился своими обширными талмудическими познаниями и обратил на себя внимание выдающихся талмудистов  Исаака Воложинского и Менаше Илиер. Сочинение Левинзона «Teudah be-Jesrael» (1828) произвело решающее влияние на всё его дальнейшее идейное развитие. «Только ваша книга, — писал Страшун впоследствии Левинзону, — которую я перечитывал несколько раз, дала мне полную зрелость». Страшун без посторонней помощи изучил несколько европейских языков и, материально обеспеченный, всецело отдался научным занятиям.
Несмотря на то, что Страшун выступал в научной литературе весьма редко, он пользовался — благодаря своим всеобъемлющим знаниям в области иудаизма — большим авторитетом в научном мире и состоял в переписке со многими видными учёными: Цунцом, Раппопортом и др.
Свою обширную библиотеку Страшун вместе с помещением завещал городу. Обстоятельный каталог этого книгохранилища опубликован в 1889 году (Likute Schoschanim).
Матисьягу Страшун умер в родном городе в 1885 году.

## Труды
Кроме ряда заметок и статей в «Pirche Zafon», «Kerem Chemed» и «На-Karmel», Страшун снабдил ценными примечаниями и дополнениями книгу Финна «Kirjah Neemanah».